# Paul Amey
Paul Amey (* 27. Juli 1973 in Dunedin, Neuseeland) ist ein ehemaliger britischer Duathlet und Triathlet. Er ist Triathlon-Vizeweltmeister auf der Kurzdistanz (1998), zweifacher Duathlon-Weltmeister (2005, 2007) sowie Ironman-Sieger (2013).

## Werdegang
Paul Amey fing als Zehnjähriger mit dem Schwimmsport an.
Seinen ersten Erfolg erzielte er 1992 bei den Triathlon-Jugend-Weltmeisterschaften in Kanada, wo er sich in der Teamwertung zusammen mit Cameron Brown and Bryan Rhodes den Weltmeistertitel holte. Seit 1996 startet er als Profi-Athlet.
Paul Amey wurde 1998 Triathlon-Vizeweltmeister auf der Kurzdistanz und im Folgejahr Aquathlon-Vizeweltmeister.

Bis 2000 startete Amey für Neuseeland und dann wechselte er zum britischen Team.
Er hatte sich 2004 für einen Start bei den Olympischen Spielen qualifiziert, konnte dann wegen einer Verletzung aber nicht starten.
Im September 2005 und erneut 2007 wurde er Duathlon-Weltmeister.

2008 wurde Paul Amey nach einer juristischen Entscheidung in Italien Duathlon-Vizeweltmeister: Er erreichte als Zweiter das Ziel und nach einer Disqualifikation des Belgiers Rob Woestenborghs war ihm der Weltmeistertitel zugesprochen worden. Erst im Folgejahr wurde dies 2009 nach neuen Verhandlungen revidiert.
In Frankreich wurde er 2008 Triathlon-Vizeeuropameister auf der Langdistanz (4 km Schwimmen, 120 km Radfahren und 30 km Laufen). Im November 2011 wurde er mit persönlicher Bestzeit Zweiter auf der Ironman-Distanz in Arizona und er stellte mit 8:01:29 h einen neuen britischen Rekord auf.
Im Mai 2013 holte er sich in Texas seinen ersten Ironman-Sieg. Beim Ironman Hawaii 2013 belegte er den 17. Rang.
Seit 2013 tritt er nicht mehr international in Erscheinung. Sein Spitzname ist Amos und Paul Amey lebt in Gold Coast (Australien).

## Sportliche Erfolge
| Datum/Jahr    | Rang | Wettbewerb                            | Austragungsort       | Zeit     | Bemerkung |
| ------------- | ---- | ------------------------------------- | -------------------- | -------- | --- |
| 10. Juni 2012 | 3    | Ironman 70.3 Italy                    | Pescara              | 04:18:28 | |
| 18. März 2012 | 7    | Ironman 70.3 San Juan                 | San Juan             | 04:03:42 | [ 4 ] |
| 23. Okt. 2011 | 3    | Ironman 70.3 Austin                   | Austin               | 03:52:36 | |
| 12. Juni 2011 | 6    | 5150 Klagenfurt                       | Klagenfurt           | 01:58:01 | |
| 22. Mai 2011  | 3    | Ironman 70.3 Austria                  | St. Pölten           | 03:57:41 | [ 5 ] |
| 17. Apr. 2011 | 2    | Ironman 70.3 New Orleans              | New Orleans          | 03:23:08 | Witterungsbedingt musste das Rennen auf verkürztem Kurs – ohne die Schwimmdistanz – ausgetragen werden.                    |
| 19. März 2011 | 2    | Ironman 70.3 San Juan                 | San Juan             | 03:52:37 | [ 6 ] |
| 30. Okt. 2010 | 2    | Ironman 70.3 Miami                    | Miami                | 04:02:47 | Zweiter bei der Erstaustragung                                                                                             |
| 18. Apr. 2010 | 3    | Ironman 70.3 New Orleans              | New Orleans          |          | |
| 12. Sep. 2009 | 1    | TriStar200 Andalucía                  | Cádiz                | 06:09:40 | 169 km Radfahren, 1 km Schwimmen und 30 km Laufen                                                                          |
| 10. Juni 2008 | 1    | Eagleman Ironman 70.3                 | Cambridge            |          | |
| 18. Mai 2008  | 1    | Ironman 70.3 Florida                  | Orlando              |          | |
| 10. Aug. 2008 | 16   | London Triathlon                      | London               |          | |
| 2. Sep. 2007  | 2    | Ironman 70.3 Monaco                   | Monaco               | 04:16:06 | |
| 10. Sep. 2005 | 37   | ITU Triathlon World Championships     | Gamagōri             | 01:52:58 | |
| 25. Aug. 2004 | DNS  | Olympische Sommerspiele 2004          | Athen                | –        | nach Verletzung nicht gestartet                                                                                            |
| 2004          | 71   | ITU Triathlon World Championships     | Madeira              | 01:50:51 | über die olympische Distanz                                                                                                |
| 2003          | 6    | ETU Triathlon European Championships  | Karlsbad             | 01:57:09 | |
| 4. Mai 2002   | 3    | Wildflower Triathlon                  | Lake San Antonio     |          | auf der olympischen Distanz (1,5 km Schwimmen, 40 km Radfahren und 10 km Laufen)                                           |
| 2002          | 8    | ETU Triathlon European Championships  | Győr                 | 01:48:51 | |
| 2001          | 1    | Canberra Half Ironman Triathlon       | Canberra             | 03:48:12 | |
| 2001          | 1    | Noosa Triathlon                       | Noosa (Queensland)   | 01:47:6  | |
| 1998          | 2    | ITU Triathlon World Championships     | Lausanne             | 01:55:57 | Vizeweltmeister auf der Kurzdistanz                                                                                        |
| 16. Nov. 1997 | 7    | ITU Triathlon World Championships     | Perth                | 01:50:00 | |
| 1992          | 1    | ITU Triathlon World Championship Team | Huntsville (Ontario) |          | Team-Weltmeister – zusammen mit Cameron Brown und Bryan Rhodes (3 × 250 m Schwimmen, 6,67 km Radfahren und 1,67 km Laufen) |

| Datum/Jahr    | Rang | Wettbewerb                                         | Austragungsort | Zeit     | Bemerkung                                                                                 |
| ------------- | ---- | -------------------------------------------------- | -------------- | -------- | ----------------------------------------------------------------------------------------- |
| 12. Okt. 2013 | 17   | Ironman Hawaii                                     | Hawaii         | 08:39:20 | [ 7 ]                                                                                     |
| 25. Aug. 2013 | 3    | Ironman Canada                                     | Whistler       |          |                                                                                           |
| 18. Mai 2013  | 1    | Ironman Texas                                      | The Woodlands  | 08:25:06 |                                                                                           |
| 24. Juni 2012 | 2    | Ironman France                                     | Nizza          | 08:42:48 |                                                                                           |
| 20. Nov. 2011 | 2    | Ironman Arizona                                    | Tempe          | 08:01:29 | Mit persönlicher Bestzeit erstellt Amey einen neuen britischen Rekord.                    |
| 26. Juni 2011 | 4    | Ironman France                                     | Nizza          | 08:47:04 |                                                                                           |
| 23. Nov. 2008 | 7    | Ironman Arizona                                    | Tempe          | 08:27:20 |                                                                                           |
| 11. Okt. 2008 | 17   | Ironman Hawaii                                     | Hawaii         | 08:48:58 |                                                                                           |
| 6. Sep. 2008  | 2    | ETU Long Distance Triathlon European Championships | Gérardmer      | 06:22:32 | Vizeeuropameister auf der Langdistanz (4 km Schwimmen, 120 km Radfahren und 30 km Laufen) |

| Datum/Jahr    | Rang | Wettbewerb                       | Austragungsort | Zeit     | Bemerkung                                                       |
| ------------- | ---- | -------------------------------- | -------------- | -------- | --------------------------------------------------------------- |
| 27. Sep. 2008 | 2    | ITU Duathlon World Championships | Rimini         | 01:48:00 | Duathlon-Vizeweltmeister – hinter dem Belgier Rob Woestenborghs |
| 20. Mai 2007  | 1    | ITU Duathlon World Championships | Győr           | 01:56:28 |                                                                 |
| 26. Sep. 2005 | 1    | ITU Duathlon World Championships | Newcastle      | 01:56:28 |                                                                 |

| Datum/Jahr    | Rang | Wettbewerb                        | Austragungsort | Zeit | Bemerkung                 |
| ------------- | ---- | --------------------------------- | -------------- | ---- | ------------------------- |
| 31. Aug. 1999 | 2    | ITU Aquathlon World Championships | Noosa          |      | Aquathlon-Vizeweltmeister |

(DNF – Did Not Finish; DNS – Did Not Start)